# Margaret Melhase Fuchs
Margaret Melhase Fuchs (13. srpna 1919 Berkeley – 8. srpna 2006 Menlo Park) byla americká chemička a spolu s Glennem Seaborgem spoluobjevitelka izotopu cesia-137. Po ukončení studií pracoval pro Philadelphia Quartz Company v Kalifornii a také na Projektu Manhattan, tajném výzkumu atomové bomby za druhé světové války.
Jaderné štěpení bylo objeveno teprve na konci roku 1938. Během druhé světové války se výzkum jaderného štěpení ve Spojených státech amerických prováděl utajeně na několika místech, jedním z těchto míst byla Kalifornská univerzita v Berkeley. Pozdější nositel Nobelovy ceny Glenn Seaborg, který v té době pracoval na plutoniu, umožnil studentce Margaret Melhase zkoumat vzorky, ve kterých později objevila izotop cesia-137. Glenn Seaborg nazval její výzkum fenomenálním dílem, neboť není obvyklé, aby někdo objevil nový izotop jako vysokoškolák. Tato její práce během druhé světové války byla vysoce tajná, spolu s veškerým jaderným výzkumem, takže její objevy nebyly publikované a zůstaly nepoznané až do jejich odtajnění.
Cesium-137 se nyní používá v medicíně v radioterapii k léčbě rakoviny a také k měření radiace z náhodných úniků. Geologové jej využívají k testování hornin.

## Kariera

### Studia

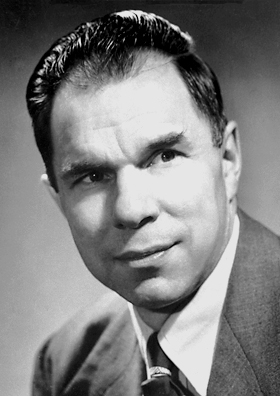
Glenn Theodore Seaborg, americký jaderný chemik. Objevitel transuranů. Je po něm pojmenován chemický prvek seaborgium s protonovým číslem 106.

V roce 1940 Melhase studovala s výborným prospěchem na Vysoké škole chemické na Kalifornské univerzitě v Berkeley. Byla prezidentkou studentských poboček Americké chemické společnosti a uvažovala o doktorském studiu a kariéře v oboru chemie. Studenti s vyznamenáním se v té době obvykle věnovali výzkumným projektům, a tak hledala radu u svého blízkého přítele jaderného chemika Gerharta Friedlandera. Ten byl tehdy postgraduálním studentem Glenna Seaborga a navrhl jí, aby ho oslovila se svým projektem. Melhase se se Seaborgem domluvila na spolupráci při hledání prvku skupiny 1 mezi štěpnými produkty uranu. Dostala k dispozici laboratoř, která se nacházela nad laboratořemi nositelů Nobelovy ceny Willarda Libbyho a Melvina Calvina.

### Výzkum
V březnu 1941 Melhase spolupracovala s Artem Wahlem, od kterého dostala 100 gramů sloučeniny uranu (uranylnitrátu), která byla ozářena neutrony v cyklotronu. Pomocí křemenného vláknového elektroskopu objevila o několik měsíců později izotop cesia-137. Následoval výzkum tohoto izotopu, ale jeho výsledky byly k dispozici až po válce, neboť jaderný výzkum během druhé světové války byl přísně tajný a nebyl zveřejněn.

V roce 1990 byly připsány zásluhy za objev cesia-137 jak Glennu Seaborgovi, tak Margaret Melhase. Glenn Seaborg uznal její zásluhy na objevu cesia-137 už v roce 1961, kdy jí napsal: 
| „ | „Zvažuji, že do jedné ze svých přednášek zahrnu krátký popis objevu radioaktivního cesia-137. Domnívám se, že práce, kterou jste se mnou vykonal v roce 1941 na identifikaci tohoto izotopu jako štěpného produktu uranu, představuje první pozorování tohoto izotopu.“ | “ |

### Ukončení studia
Když získala bakalářský titul v jaderné chemii, tak plánovala požádat o postgraduální studium na Kalifornské univerzitě v Berkeley. Vedoucí oddělení chemie Gilbert Newton Lewis však odmítal udělit jej ženám, neboť to považoval za plýtvání financemi. Poslední žena, kterou katedra přijala, se totiž po studiu věnovala rodině. Chapman, jeden z vědců a kolegů Lewise, řekl, že to byl varovný příběh o nebezpečném přehlížení určitých vědců: 
| „ | „Víme, že byla zablokována, a víme, že těsně předtím, než byla zablokována, dokázala, jak je dobrá. Nešlo o filtrování lidí, kteří neměli talent, bylo to filtrování lidí kvůli pohlaví nebo kvůli rase – a kvůli tomu jsme ztratili tolik dobrých vědců.“ | “ |

Melhase bez vyššího titulu nemohla dál pokračovat ve své vědecké kariéře. Odešla do praxe a pracovala pro Philadelphia Quartz Company v El Cerrito v Kalifornii. V letech 1944 až 1946 se zapojila do Projektu Manhattan.

## Osobní život
Margaret byla jediné dítě, narodila se v Berkeley v Kalifornii matce Margaret Orchardové a otci Johnu Melhasemu, který pracoval jako geolog. Během svého působení na UC Berkeley byla Melhase členkou Berkeley Folk Dancers a editovala zpravodaj skupiny. Na hodinách lidového tance se seznámila s profesorem matematiky Robertem A. Fuchsem. V roce 1945 se vzali a měli spolu tři děti. S rodinou se posléze přestěhovali do Los Angeles.
Po svých zkušenostech na vysoké škole se dobrovolně věnovala pomoci diskriminovaným skupinám lidí. Vložila tak svou energii do politického aktivismu. Podporovala sociální kauzy, organizovala pochody zemědělských dělníků a ubytovávala a pomáhala laoským rodinám imigrantů v Los Angeles. Konkrétně spolupracovala s komunitou Hmongů, domorodými obyvateli z Číny a jihovýchodní Asie, kteří přišli do Spojených států amerických jako uprchlíci koncem 70. let. Organizovala každoroční pochod Crop Walk (procházka v obilí) v Los Angeles, aby zvýšila povědomí o neutěšené situaci migrujících pracovníků.